# Lepidosaphes pometiae
Lepidosaphes pometiae är en insektsart som beskrevs av Williams och Watson 1988. Lepidosaphes pometiae ingår i släktet Lepidosaphes och familjen pansarsköldlöss. Inga underarter finns listade i Catalogue of Life.